# 舊金山國際機場
舊金山國際機場位於舊金山市南方大約13英里（21），毗鄰聖馬刁縣的密爾布瑞和聖布魯諾，是美國加州的一座大型商用機場，擁有可直飛美洲、歐洲、亞洲和大洋洲各個大城市的航班。舊金山國際機場是舊金山灣區和北加州最大的機場和主要的國際門戶，也是到2004年為止在旅客人數上加州第二大、美國第12大、和全世界第23大的機場。機場由三藩市市政府下辖的舊金山機場管理委員會（San Francisco Airport Commission）管理。
舊金山國際機場是聯合航空和阿拉斯加航空的主要國內樞紐站，也是聯合航空太平洋航線的樞紐機場及維修中心。

## 歷史
舊金山機場在1927年5月7日啟用，舊址為150英畝的牧牛場。該地段向當地主要的地主Ogden L. Mills租借出來，在當時機場被稱為米爾斯田市立機場（Mills Field Municipal Airport）。1931年舊金山市購入機場及附近區域共1112英畝的地權以擴建機場，並改稱舊金山市立機場（San Francisco Municipal Airport）；1955年，再改為舊金山國際機場（San Francisco International Airport）。
從1935年開始，泛美航空公司使用該機場為其太平洋航線中国飞剪号飛行艇服務的總站。國內線在二次大戰之後才突增，原因是奧克蘭國際機場被軍方徵用，其民間客運服務被遷往舊金山。
戰後，聯合航空進駐舊金山機場，使用泛美的航廈提供至夏威夷和其他國內地點的服務。在1954年，中央航廈投入服務。舊金山機場的噴射機服務始於1950年代：聯合為其新型的道格拉斯DC-8型客機在舊金山興建了一個大型的維修中心。在1974年，新的國內線航廈建成，中央航廈則成為了國際線航廈（現今的第二航厦）。
在1990年代，隨著經濟和dot com（以互聯網為本的公司）起飛，舊金山機場成為了世界第六繁忙的機場。可是，在2001年以後當經濟不再興旺，舊金山機場跌出二十大繁忙機場之外。
舊金山機場在過去的數載中不斷地擴張。最近一次是在2000年12月以成本十億元興建的新國際線航廈，取代第二航廈。此航廈擁有一個世界級、關於航空的圖書館和博物館。灣區捷運的舊金山機場延伸線在2003年6月22日通車。旅客可以在國際線航廈搭乘往舊金山市區和東灣地區的捷運列車。捷運亦提供週間夜間及週末往密爾布瑞車站的服務，乘客可以轉乘加州通勤鐵路往聖荷西和舊金山半島，或SamTrans公車前往舊金山半島，但週間日間往密爾布瑞的旅客必須搭乘往舊金山的列車並在聖布魯諾換車。旧金山国际机场旅客捷运系统機場運輸系統於2003年開始投入服務，用小型列車接載旅行來往各航厦、停車場、BART車站和租車中心。

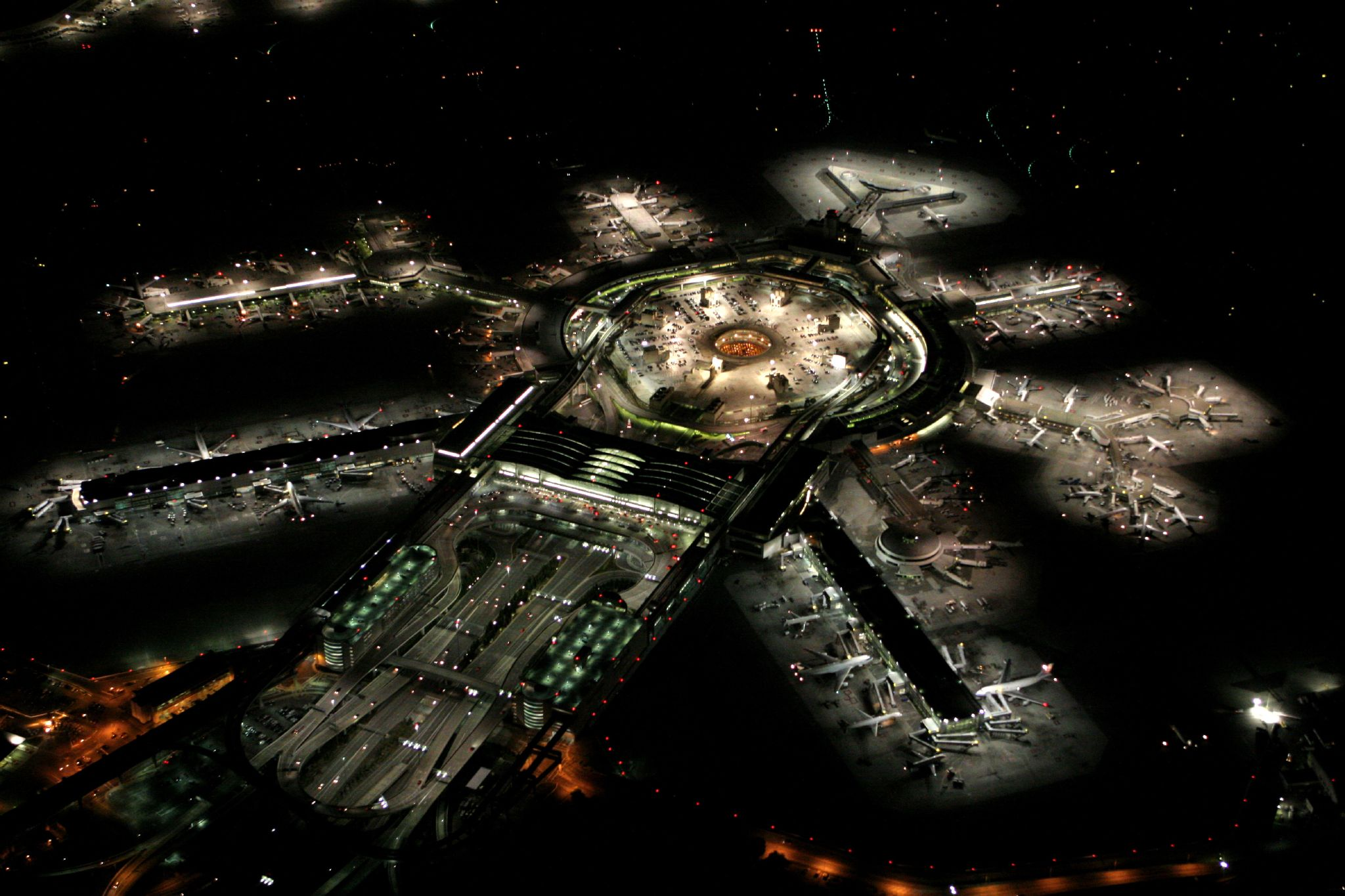
舊金山國際機場的夜景

在惡劣的天氣下，舊金山機場的四條跑道中只有一條能夠使用，所以經常會有嚴重的延誤。機場計劃者曾提議把跑道延長至舊金山灣以迎合新一代的超大型客機。根據法例規定，填海所得出來的土地需要在灣內的其他地方去作補償。這些提議都受環保份子的抗議，因為他們害怕會損害在機場附近的生態環境和灣區的水質。
因此，雖然舊金山國際機場將會持續受歡迎，但其發展則預計會停滯，而鄰近的奧克蘭國際機場和聖荷西國際機場則會繼續有增長。舊金山國際機場現在四條跑道給商用航機使用，而奧克蘭只有一條，聖荷西兩條。舊金山機場可以容納每小時60班次降落，而奧克蘭和聖荷西則只有每小時30班次降落。舊金山機場的另一個優點是其鄰近的101號美國國道和灣區捷運，但聖荷西機場也鄰近87號加州公路和101號美國國道，奧克蘭機場則位於880號州際公路旁，灣區捷運亦提供奧克蘭機場至競技場站的捷運支線，未來更計畫興建自費利蒙向南至聖荷西國際機場的延伸線。
舊金山機場依然在緩慢地持續復甦。冰島航空於2005年5月18日開設了舊金山至雷克雅維克的航班，澳洲航空也分別於2006年3月和6月14日開設了往雪梨和加拿大溫哥華的航班。聯合航空於2006年10月將本來往首爾的季節性航班提升到全年航班，也曾於2007年4月1日恢復往臺北的直飛航班，以及增加往香港的班次。聯合航空也申請了飛往廣州的權利。但這些航線在2008年油價高漲之後均有所調整，冰島航空撤出舊金山機場，澳洲航空亦取消往溫哥華的班次，聯合航空取消廣州航線，直飛台北航線改中停東京，香港和首爾均改為一天一班。另外，本機場在2006年底成為維珍美國航空（Virgin America）的主要樞紐，2016年維珍美國航空被阿拉斯加航空收購後，舊金山機場也成為了阿拉斯加航空地主要樞紐。

## 航廈

### 哈維·米爾克第一航廈

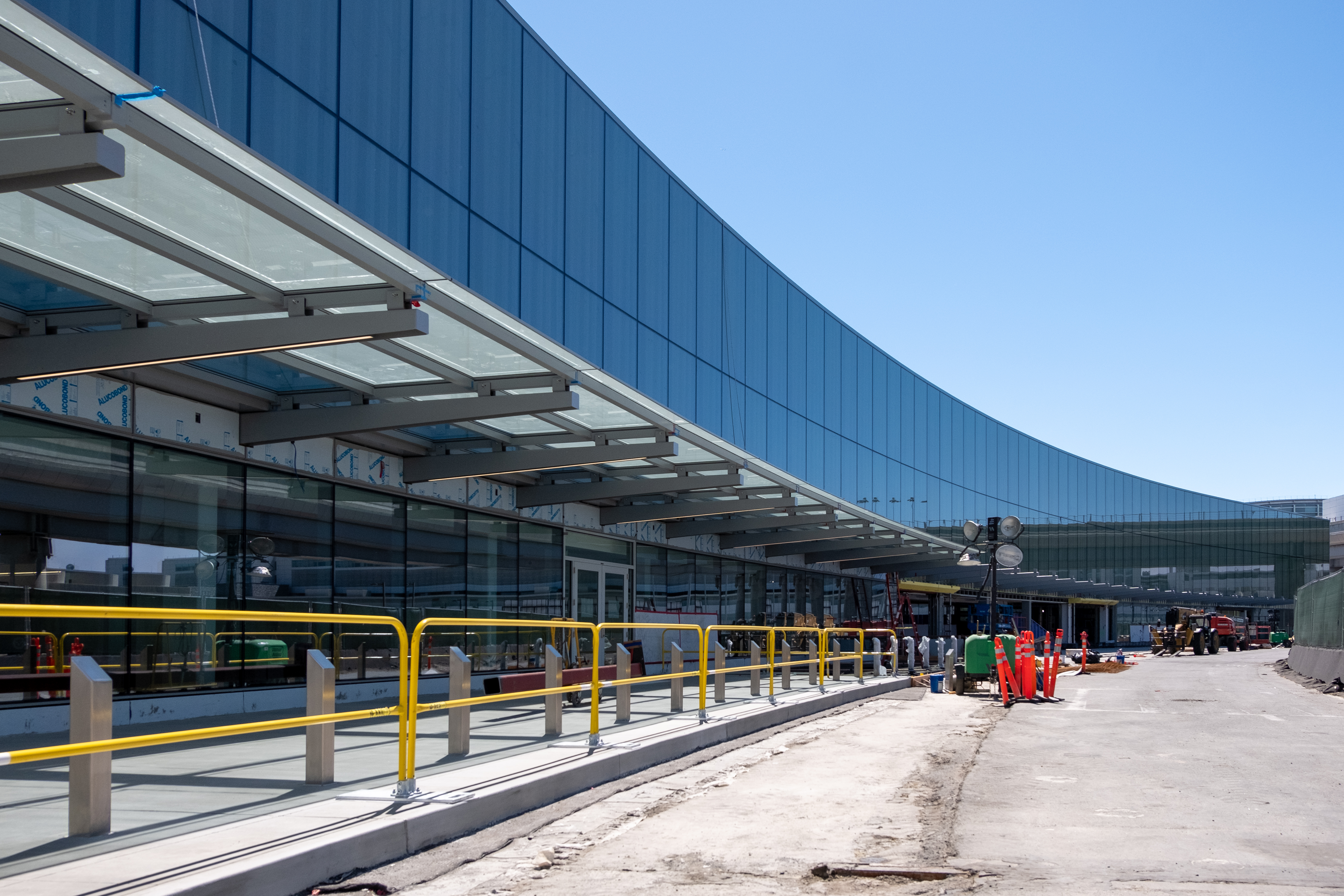
整修中的第一航站楼（2019年）

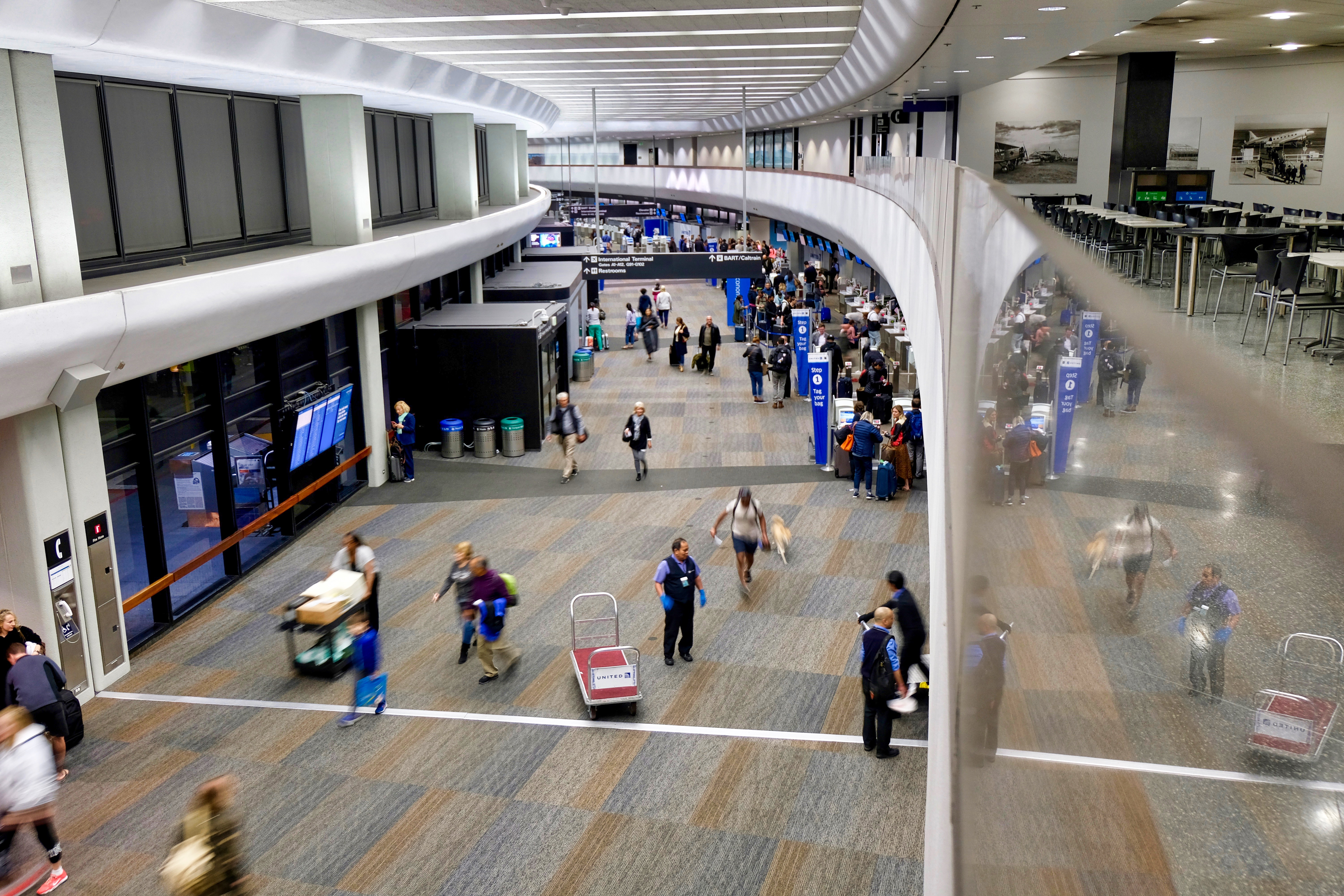
第三航站楼联合航空值机区

舊稱南航廈（South Terminal）的第一航廈是由B登機區（Boarding Area B）和C登機區（Boarding Area C）所組成的，原有建築於1963年開放使用。於1974年增建的A登機區（Rotunda A）在全美航空和中西航空於2005年12月1日搬遷至B登機區後關閉，並於2007年第二航廈整修工程完成後被拆除。
全新第一航廈是以美國著名LGBTQ+權利運動人士哈維·米爾克命名，致力於打造全美最環保、低能耗、以及全國領先的靜音航廈。
哈維·米爾克第一航廈于2019年7月開始部分啓用，美國航空、捷藍航空、西南航空隨後進駐該航廈。
2023年4月26日，第一航廈連接各航廈的無人動車服務AirTrain正式聯通。
2024年6月17日，第一航廈重建工程全面完工。阿拉斯加航空於同月19日入駐第一航廈，與美國航空共同提供更好的寰宇一家飛行體驗。所有寰宇一家聯盟航司皆進駐於第一航廈或臨近的國際航廈A登機區。
因重建施工被歸納於第二航廈的C登機口正式回歸第一航廈，達美航空的值機櫃檯因此移動至第一航廈。
- 登机口：B1*（B1因施工暫停使用），B2-B27[13]，C1-C11

### 第二航廈
第二航廈在1954年啟用時的名稱是中央航廈（Central Terminal），自1974年起到2000年新國際航廈啟用前第二航廈也曾是舊金山國際機場的國際航廈。舊金山國際機場還在此航厦裡開設了一個瑜伽館，讓乘客在等待飛機的時候能夠放鬆一下。第二航廈是加拿大航空以及微風航空的共用航廈。聯合航空因第三航廈現代化工程施工，臨時使用第二航廈部分登機口。
加拿大航空在此航廈建有貴賓室。
- 登机口：D1-D18[13]

### 第三航廈
由E登機區和F登機區所組成的第三航廈之前的名稱是北航廈（North Terminal）。第三航廈為聯合航空的國內航班重要樞紐站。旅客可以透過步道往來第二航廈、第三航廈與國際航廈G登機區，無需再次通過安檢。美國運通百夫長貴賓室以及聯合航空貴賓室進駐於此。
2024年8月24日，第三航廈大型現代化工程正式展開，部分F登機口暫停使用。工程預計2029年完工。
- 登机口：E2-E13, F5-F22[13]（E1、F1-F4因施工暫停使用）

### 國際航廈
於2000年12月啟用的舊金山國際機場國際航廈是目前北美洲最大的國際航廈，也是目前建築在有地震保護功能的地基隔離器上的全世界最大建築物。它被用來取代2000年前仍是舊金山國際機場國際航廈的第二航廈。舊金山機場國際航廈的登機區主要分為二層樓，上層主要由餐廳和商店所使用，下層則主要是登機門的候機室。一件有趣的事是旅客不會在舊金山機場國際航廈找到任何尋常的速食店，取而代之的是由舊金山灣區著名餐廳以它們本店為版本的所經營的快餐店。2019年11月13日，该航站楼的出发大厅被命名为“李孟贤市长国际航站楼离境大厅”，以纪念旧金山已故华裔市长李孟贤。
由於可供擴建的空間已所剩無幾，新國際航廈基本上是以相對昂貴的費用建築在機場的主要通路之上。這個地點好處是新航廈與舊航廈以停車場為中心形成了一個連續的圓環；壞處是新國際航廈不能使用原有的道路系統而必須建築它專用的複雜交流道與一旁的101号美国国道連接。
為了增加國際航廈的使用率，有少數美國國內班機臨時使用這個航廈，例如太陽城航空以及邊疆航空。亦有計劃建造新的國際航廈H登機區以迎合未來需求，將預計建設六至十個新登機口。
大部分星空聯盟之航空公司使用國際航廈G登機區，寰宇一家以及天合聯盟的航空公司使用國際航廈A登機區。
- 登机口：A1-A15, G1-G14[13]

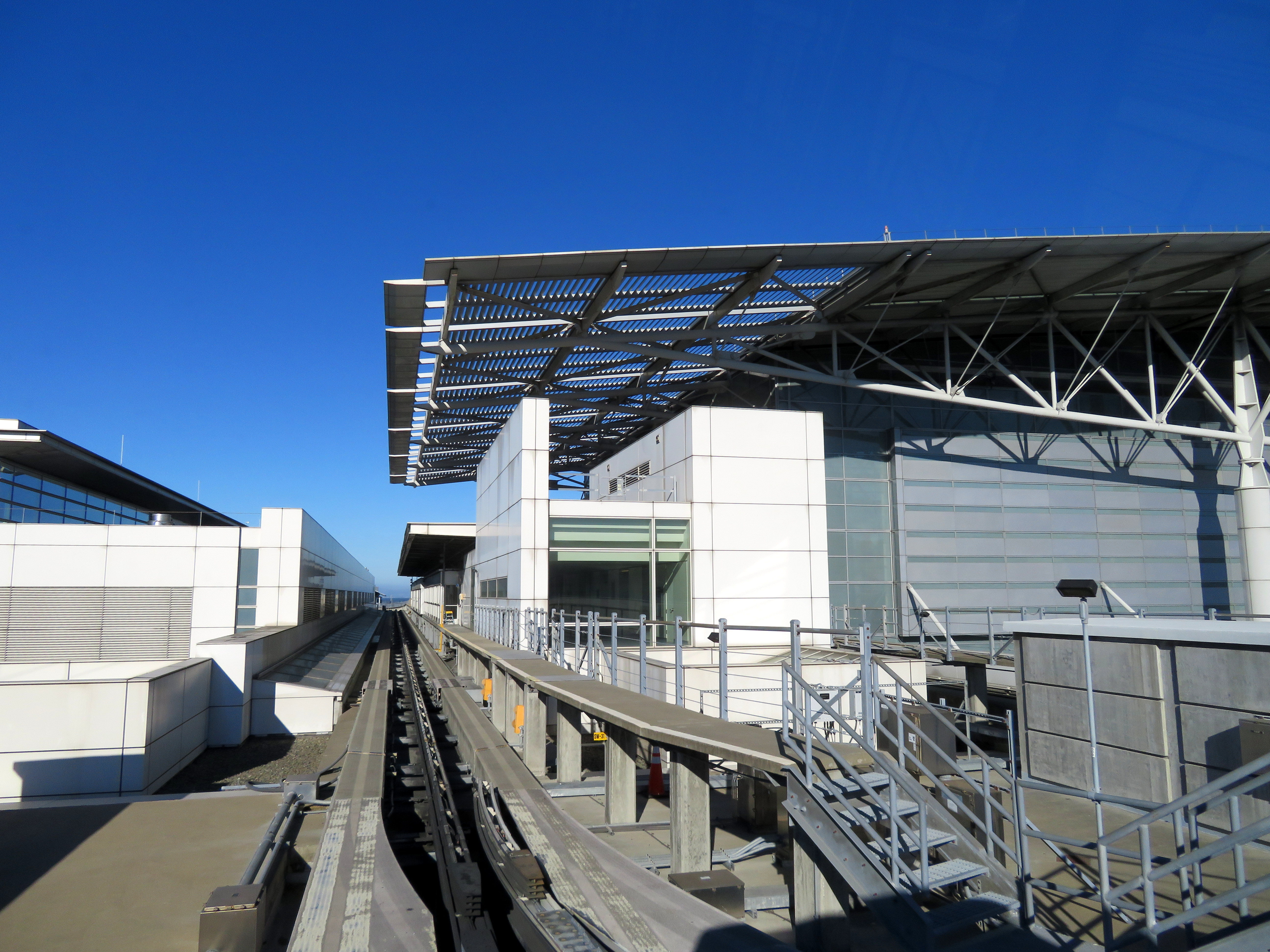
G客运廊AirTrain车站
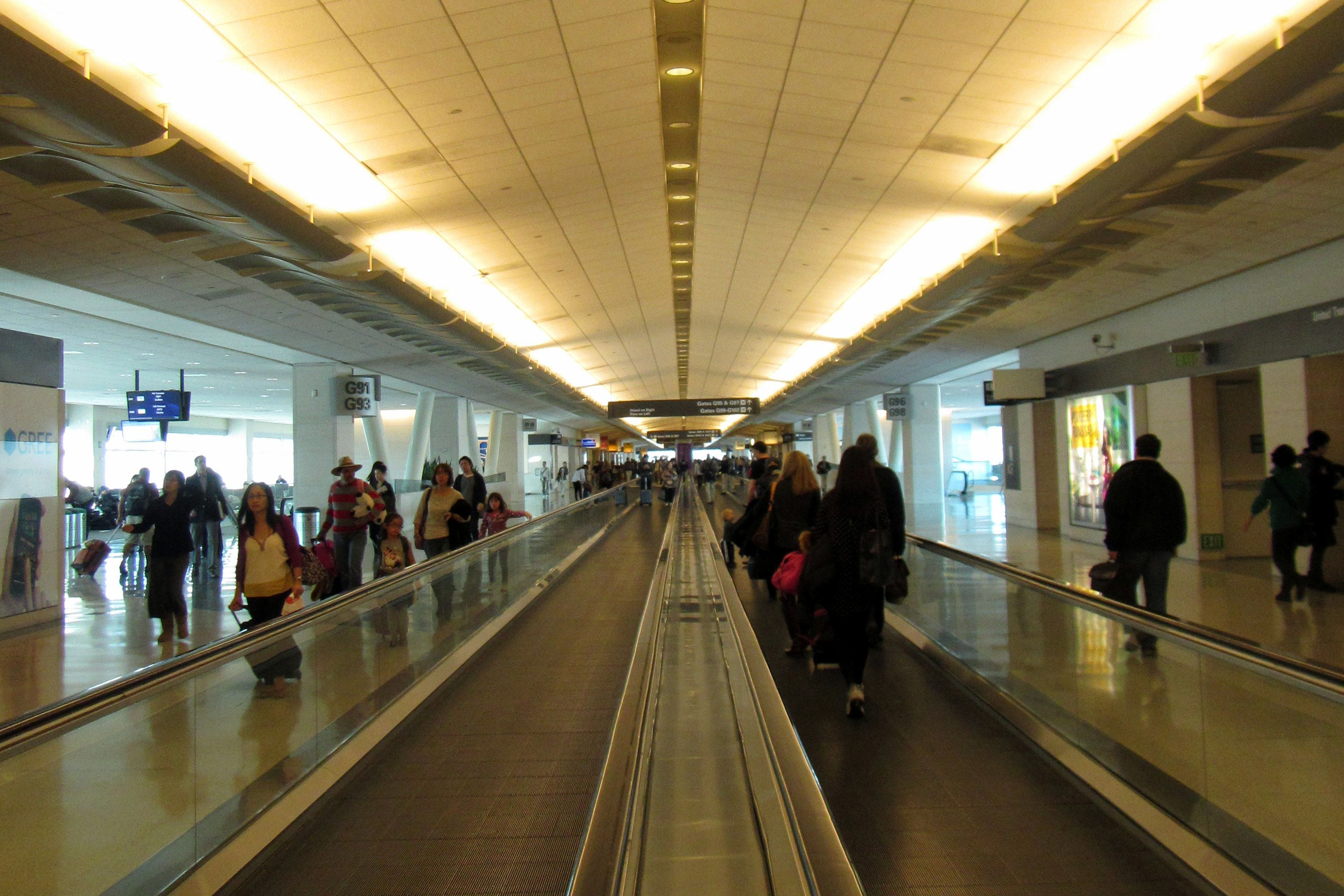
G客运廊内部
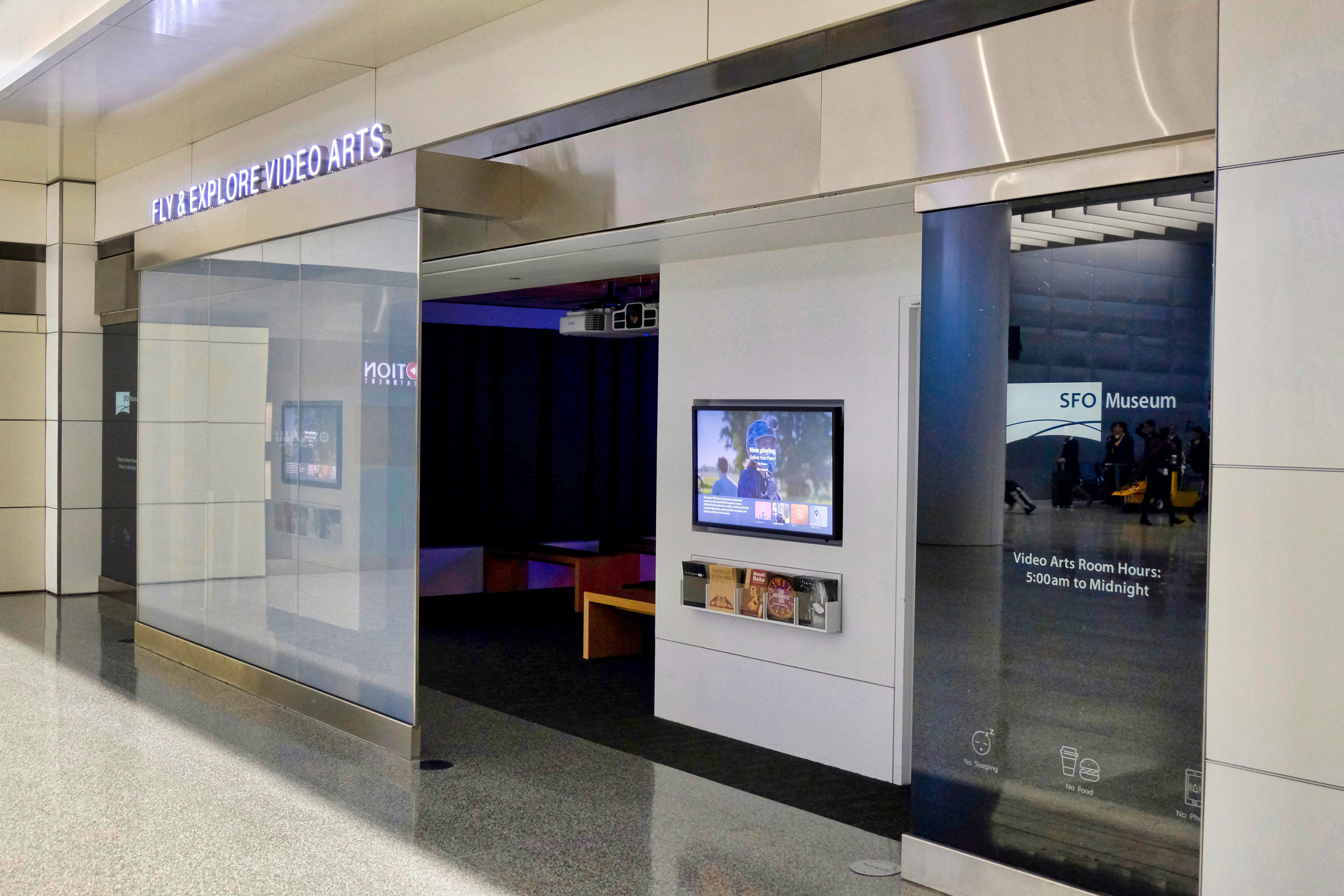
机场博物馆
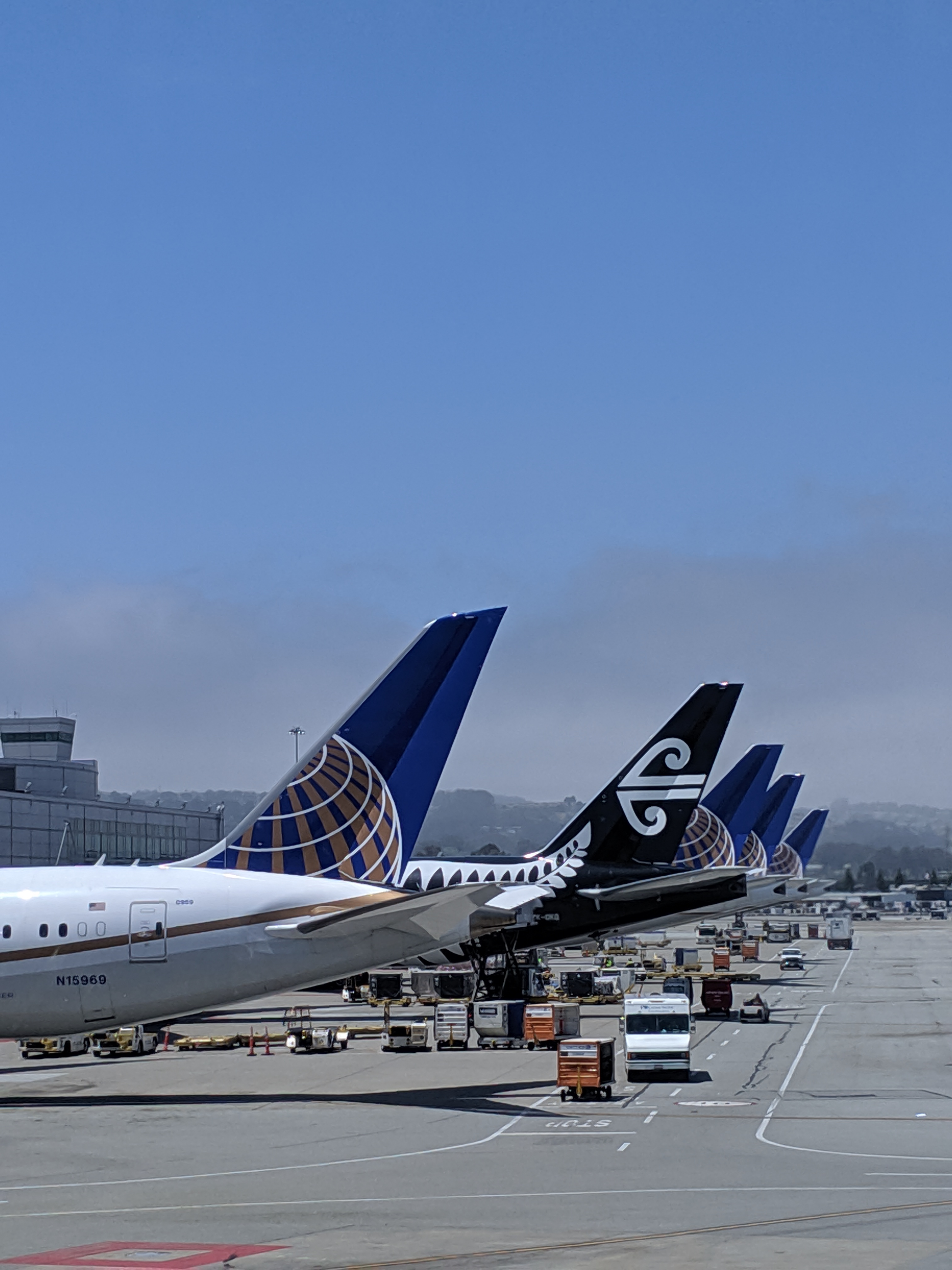
联合航空及新西兰航空客机于G客运廊
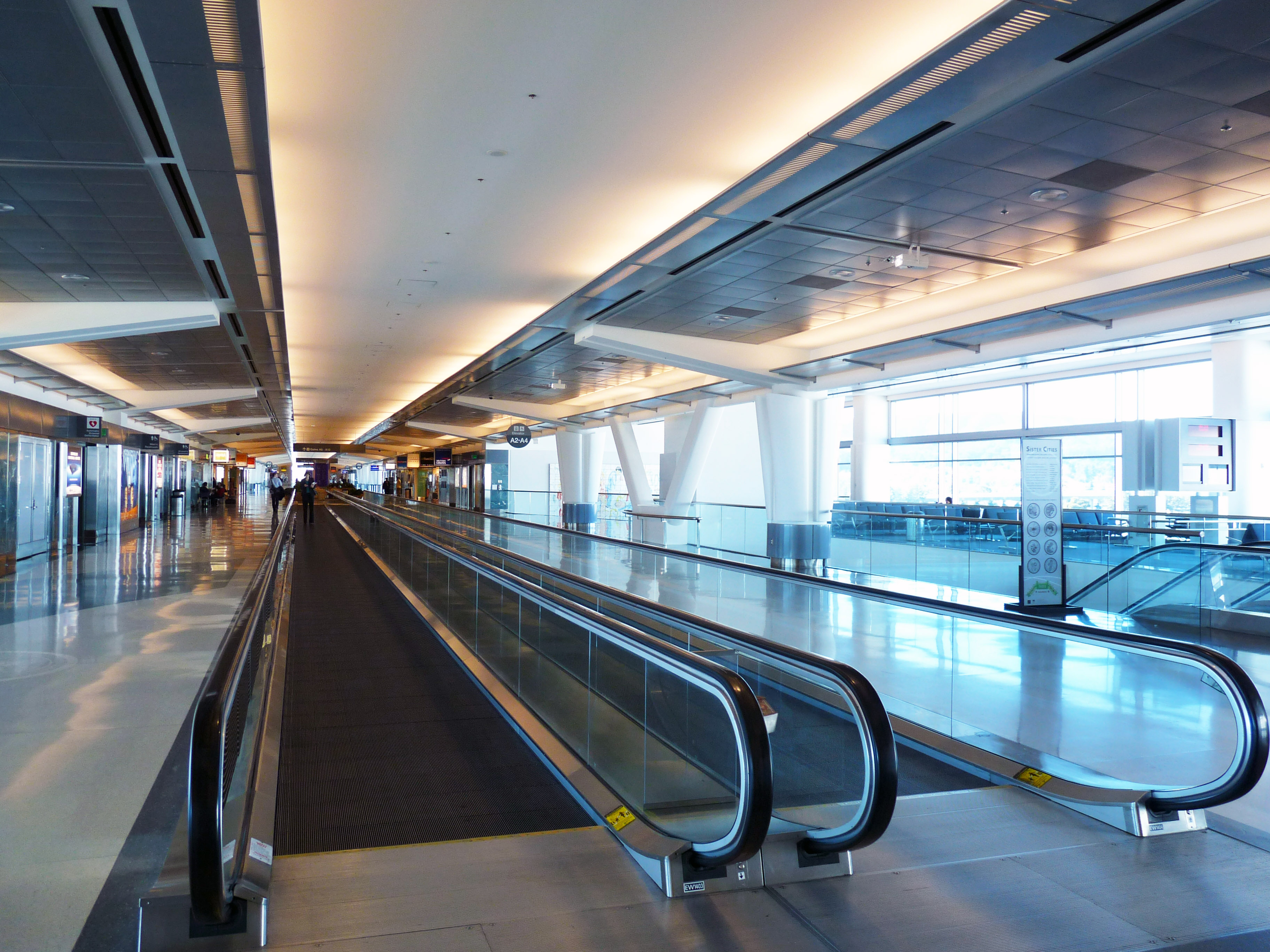
A客运廊内部

## 跑道

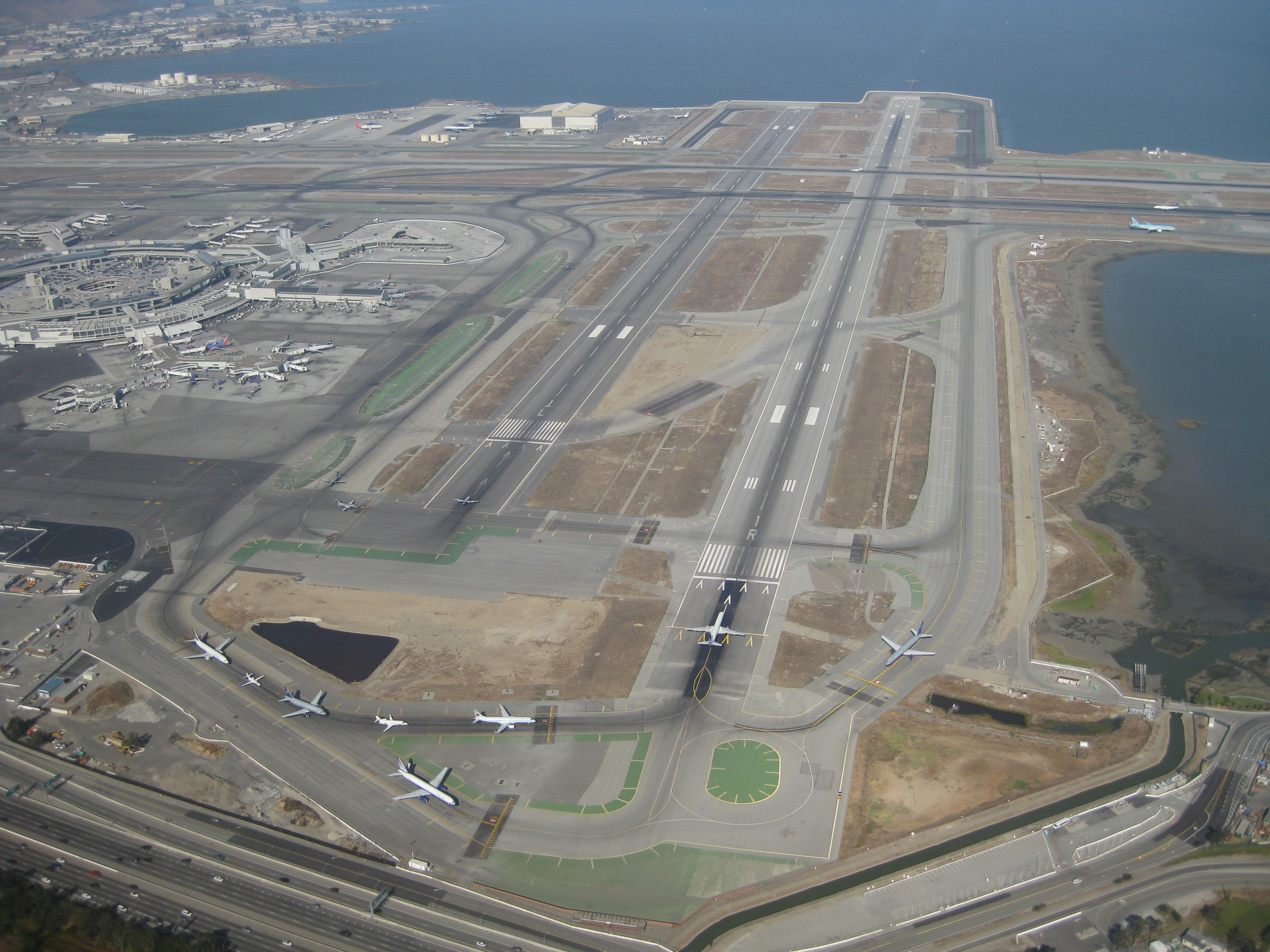
机场常用起飞跑道1L和1R

机场海拔13.1英尺（4.0），面积5,207英畝（21.07平方），设有4条跑道，两组平行跑道互相交叉：
- 01L/19R跑道：7,650英尺 × 200英尺（2,332米 × 61米），允许GPS进近
- 01R/19L跑道：8,650英尺 × 200英尺（2,637米 × 61米）, 配备ILS/DME，允许GPS和VOR进近
- 10L/28R跑道：11,870英尺 × 200英尺（3,618米 × 61米）, 配备三类ILS/DME，允许GPS进近
- 10R/28L跑道：11,381英尺 × 200英尺（3,469米 × 61米）, 配备ILS/DME，允许GPS进近[20]

通常情况下受到圣布鲁诺山地势影响，机场常年刮西北风，因此国内航班使用01L、01R跑道起飞，长途航班使用28L、28R跑道起飞，而降落航班则统一使用28L和28R跑道。而在强风天气或和奥克兰国际机场运行冲突时（占15%），机场全部起降均使用28L、28R跑道。
在使用28L和28R跑道降落时，进近航机在邓巴顿大桥附近的DUMBA点加入五边。从西、北向进场的航机从戴利城开始，沿旧金山半岛东岸或西岸进近并降低高度，经过门罗公园附近的MENLO、DUMBA后进入五边（BDEGA）；南向进场航机则飞跃圣克鲁兹山后、经MENLO、DUMBA进入五边（SERFR、PIRAT）；东向进场航机则经过湾区东岸的米尔皮塔斯进入五边（DYAMD）。在目视条件下，28L、28R跑道降落飞机可实现同时平行进近。
在恶劣天气下（4%），机场刮东南风，则使用10L、10R跑道起飞，19L、19R跑道降落。

### 減低噪音
舊金山國際機場（SFO）设有航機噪音遞減處，宗旨包括確保所有聯邦，州和本地有關航機噪音條例的遵守、為公眾提供航機運作的資料、為舊金山國際機場/社團圓桌會提供技術支援，同时作為機場對社區外展的中心點，致力於減低航機噪音對機場附近社區的影響。
舊金山機場是首批實行Fly Quiet Program（寧靜飛行計劃）的機場之一，對個別航空公司在飛抵和飛離舊金山時減低噪音的表現而作出評分。航機噪音遞減處實施Jon C. Long的寧靜飛行計劃，以鼓勵航空公司在舊金山機場採用最寧靜的方法。該計劃推動實踐性的方法去符合減低噪音的要求，職員會以機隊噪音質素、噪音超越量、晚間較佳跑道使用、海岸線起飛質素等條件在Fly Quiet Report（寧靜飛行報告）去作出評分。
舊金山機場是首批實行重置住宅減低噪音計劃的美國機場。這個計劃在1980年初由美國聯邦航空局創立，評估減少機場附近民居的屋內噪音（更確切來說，那些位於65 CNEL噪音等級面範圍內的民居）所帶來的成本效益。此計劃使用一個電腦模型，預測使用不同的噪音控制策略，為特定的室內環境帶來的噪音水平改善程度。先導計畫包括了一批舊金山南部的民居，而全部的個案都成功達到了預期的噪音消減水平。改善工程的成本溫和，而改善工程後的屋內噪音水平測試，也與噪音消減的電腦預測模型吻合。至今，SFO已用了超過一億二千萬美元，降低了一萬多間房子的噪音。

## 航空公司值機櫃檯、貴賓室位置
| 航廈                | 航空公司                                                       | 區域   | 備註 |
| ------------------- | -------------------------------------------------------------- | ------ | ---- |
| 哈維·米爾克第一航廈 | Aer Lingus（愛爾蘭航空）                                       | 5      |      |
| 哈維·米爾克第一航廈 | Alaska（阿拉斯加航空）                                         | 4      |      |
| 哈維·米爾克第一航廈 | American（美國航空）                                           | 2      |      |
| 哈維·米爾克第一航廈 | Delta（達美航空）                                              | 3      |      |
| 哈維·米爾克第一航廈 | Hawaiian（夏威夷航空）                                         | 5      |      |
| 哈維·米爾克第一航廈 | jetBlue（捷藍航空）                                            | 1      |      |
| 哈維·米爾克第一航廈 | Sun Country（太陽城航空）                                      | 1      |      |
| 哈維·米爾克第一航廈 | WestJet（西捷航空）                                            | 1      |      |
| 第二航廈            | Air Canada*（加拿大航空）                                      | 不適用 |      |
| 第二航廈            | Breeze（微風航空）                                             | 不適用 |      |
| 第二航廈            | Southwest（西南航空）                                          | 不適用 |      |
| 第三航廈            | United（聯合航空本地線）                                       | 不適用 |      |
| 國際航廈            | Frontier（邊疆航空）                                           | 不適用 |      |
| 國際航廈            | United（聯合航空國際線）                                       | 不適用 |      |
| 國際航廈            | *除 愛爾蘭航空、加拿大航空、西捷航空 以外 其他所有國際航空公司 | 不適用 |      |

請注意：舊金山機場沒有嚴格區分本地及國際航班的出發航廈，需註意登記牌顯示的最終登機口。
| 航廈                | 貴賓室                                                           | 臨近登機口 | ^接待Priority Pass | ^提供單日票 | Notes |
| ------------------- | ---------------------------------------------------------------- | ---------- | ------------------ | ----------- | ----- |
| 哈維·米爾克第一航廈 | Alaska Lounge（阿拉斯加航空）                                    | B6         | 否                 | 是          |       |
| 哈維·米爾克第一航廈 | American Airlines Admirals Club（美國航空）                      | B13        | 否                 | 是          |       |
| 哈維·米爾克第一航廈 | Delta Sky Club（達美航空）                                       | C3         | 否                 | 是          |       |
| 哈維·米爾克第一航廈 | The Club SFO                                                     | B3         | 是                 | 是          |       |
| 第二航廈            | Air Canada Maple Leaf Lounge（加拿大航空）                       | 安檢後附近 | 否                 | 是          |       |
| 第三航廈            | American Express - The Centurion Lounge （美國運通百夫長貴賓室） | 安檢後附近 | 否                 | 否          |       |
| 第三航廈            | United Club (E Gates)（聯合航空）                                | E4         | 否                 | 是          |       |
| 第三航廈            | United Club (F Gates)（聯合航空）                                | F5         | 否                 | 是          |       |
| 國際航廈A           | Air France - KLM Lounge（法國航空）                              | A1         | 否                 | 否          |       |
| 國際航廈A           | British Airways Lounge（英國航空）                               | A5         | 否                 | 否          |       |
| 國際航廈A           | Cathay Pacific Lounge（國泰航空）                                | A1         | 否                 | 否          |       |
| 國際航廈A           | China Airlines Lounge（中華航空）                                | A1         | 是                 | 否          |       |
| 國際航廈A           | Emirates Lounge（阿聯酋航空）                                    | A2         | 否                 | 否          |       |
| 國際航廈A           | Golden Gate Lounge                                               | A1         | 是                 | 否          |       |
| 國際航廈A           | Virgin Atlantic Club House Lounge（維珍航空）                    | A1         | 是                 | 否          |       |
| 國際航廈G           | United Club (G Gates)（聯合航空）                                | G6         | 否                 | 是          |       |
| 國際航廈G           | United Polaris Lounge（聯合航空北極星貴賓室）                    | G1         | 否                 | 否          |       |

^ 請注意：以上信息僅供參考，請直接詢問航司現場工作人員當天是否有足夠空間接待Priority Pass或提供單日票乘客。

## 航空公司及航点
（航空公司與航班資料隨時都在變動，更準確的資料請參見各航空公司網站）
- 备注：除经过美国境外入境审查的航班以外，所有国际到达航班将降落在国际航站楼（A区和G区）。

| 航空公司                      | 目的地 | 航站樓-登機區 |
| ----------------------------- | --- | ------------- |
| 联合航空 國際                 | 阿姆斯特丹、奥克兰、坎昆、法兰克福、香港、伦敦-希思罗、墨西哥城、大阪-关西、帕皮提、巴黎-戴高乐、首尔-仁川、北京-首都、上海-浦东、新加坡、悉尼、墨爾本、特拉维夫、台北-桃园、东京-羽田、东京-成田、阿德萊德﹙2025年12月11日開辦﹚ 季節性：巴亚尔塔港、圣荷西（墨西哥） | I             |
| 联合航空 國內                 | 亚特兰大、奥斯汀、巴尔的摩、波士顿、卡尔加里、芝加哥-奥黑尔、辛辛那堤、克利夫兰、达拉斯/沃斯堡、丹佛、底特律、劳德代尔堡、檀香山、休斯顿-洲际、印第安纳波利斯、卡胡卢伊机场、科纳、拉斯维加斯、利胡埃、洛杉矶、邁亞密、明尼阿波利斯、纳什维尔，新奥尔良、纽约-肯尼迪、纽约-纽瓦克、橙县、奥兰多、费城, 凤凰城、匹兹堡、波特兰（俄勒冈州）、罗利/达拉姆、圣路易斯、圣地牙哥、西雅图/塔科马、坦帕、温哥华、华盛顿-杜勒斯、华盛顿-里根 季節性：安克雷奇 | 3-E, 3-F, I-G |
| 联航快运                      | 阿尔伯克基, 奥斯汀, 贝克斯菲尔德, 博伊西, 博兹曼, 伯班克, 卡尔加里, 奇科，科罗拉多泉, 克雷森特城, 达拉斯/沃斯堡, 尤金, 阿克塔, 费耶特维尔 (阿肯色州)，弗雷斯诺, 爱达荷福尔斯, 堪萨斯城, 基隆拿, 拉斯维加斯、洛杉磯、梅德福, 明尼阿波利斯, 蒙特雷, 北本德, 俄克拉何馬城、奧馬哈、安大略, 橙县, 棕榈泉, 帕斯科, 凤凰城, 波特兰（俄勒冈州）, 雷丁, 雷德蒙德, 里诺, 萨克拉门托, 圣路易斯, 盐湖城, 圣安东尼奥, 圣迪哥, 圣路易斯奥比斯堡, 圣芭芭拉, 斯波坎, 图森, 温哥华, 北萨尼齐 季節性：利哈伊谷, 杰克逊（怀俄明州）、卡利斯佩爾、马麦斯湖, 米苏拉, 蒙特罗斯，太阳谷、伊格爾 | 3-F           |
| 美國航空                      | 夏洛特、芝加哥-奥黑尔、達拉斯/沃斯堡、邁阿密、纽约-甘迺迪、費城、鳳凰城 季節性：洛杉磯 | 1-B           |
| 美鷹航空                      | 洛杉磯 季節性：鳳凰城 | 1-B           |
| 达美航空                      | 亚特兰大、波士頓、辛辛那提/北肯塔基、底特律、明尼阿波利斯、纽约-肯尼迪、盐湖城 | 2-C           |
| 达美连接航空                  | 盐湖城 | 2-C           |
| 达美快线航空                  | 洛杉矶、西雅图-塔科马 | 2-C           |
| 夏威夷航空                    | 檀香山、卡胡卢伊机场 | 1-B           |
| 阿拉斯加航空                  | 盐湖城、波特兰（俄勒冈州）、西雅图-塔科马、巴亚尔塔港、圣荷西（墨西哥）、墨西哥城、檀香山、纽约-甘迺迪、紐約-纽瓦克、加州橙縣、波士頓、盐湖城（列表不完整） | 1-B           |
| 阿拉斯加航空 由地平線航空營運 | 西雅图-塔科马、埃弗里特 (华盛顿州), 阿布奎基、堪薩斯城、明尼亞波利斯-聖保羅、加州橙縣 | 1-B           |
| 阿拉斯加航空 由天西航空營運   | 明尼亞波利斯-聖保羅、橘郡(加利福尼亞州) | 1-B           |
| 捷蓝航空                      | 波士顿、劳德代尔堡、、纽约-肯尼迪 | 1-B           |
| 西南航空                      | 芝加哥-中途、丹佛、拉斯维加斯、洛杉矶、凤凰城、圣迪哥、圣路易斯、柏本克 | 1-B           |
| 太阳城航空                    | 明尼阿波利斯 | I-A           |
| 边疆航空                      | 亚特兰大、奧蘭多、丹佛、凤凰城 季节性：辛辛那提/北肯塔基、克利夫兰、科羅拉多泉 | I-A           |
| 加拿大航空                    | 蒙特利尔、多伦多-皮尔逊、温哥华 | 2-D           |
| 加拿大快运航空                | 卡尔加里 | 2-D           |
| 西捷航空                      | 季節性：卡尔加里, 温哥华 | I-A           |
| 墨西哥國際航空                | 瓜達拉哈拉、墨西哥城 | I-A           |
| 沃拉里斯航空                  | 墨西哥城 季節性：瓜達拉哈拉 | I-A           |
| 萨尔瓦多航空                  | 圣萨尔瓦多 | I-A           |
| 巴拿马航空                    | 巴拿马 | I-G           |
| 英国航空                      | 伦敦-希思罗 | I-A           |
| 维珍大西洋航空                | 伦敦-希思罗 季節性：曼徹斯特 | I-A           |
| 爱尔兰航空                    | 都柏林 | I-G           |
| 法国航空                      | 巴黎-戴高乐 | I-A           |
| 法国藍色航空                  | 巴黎-奧利、帕皮提 |               |
| 荷兰皇家航空                  | 阿姆斯特丹 | I-A           |
| 伊比利亞航空                  | 季節性：馬德里 |               |
| 水平航空                      | 巴塞羅那 |               |
| 葡萄牙航空                    | 里斯本 | I-G           |
| 瑞士国际航空                  | 苏黎世 | I-G           |
| 汉莎航空                      | 法兰克福, 慕尼黑 | I-G           |
| 北欧航空                      | 哥本哈根 | I-G           |
| 冰島航空                      | 季節性：雷克雅未克 | I-G           |
| 沃奥航空                      | 雷克雅未克 | I-G           |
| 芬蘭航空                      | 季節性：赫爾辛基 | I-G           |
| 中国国际航空                  | 北京-首都 | I-G           |
| 中国东方航空                  | 上海-浦东 | I-A           |
| 中国南方航空                  | 武汉、广州 | I-A           |
| 国泰航空                      | 香港 | I-A           |
| 中华航空                      | 台北-桃园 | I-A           |
| 长荣航空                      | 台北-桃园 | I-G           |
| 星宇航空                      | 台北-桃园 | I-A           |
| 日本航空                      | 东京-羽田 | I-A           |
| 全日本空輸                    | 东京-成田 | I-G           |
| ZIPAIR Tokyo                  | 东京-成田 | I-A           |
| 大韩航空                      | 首尔-仁川 | I-A           |
| 韩亚航空                      | 首尔-仁川 | I-A, I-G      |
| 菲律宾航空                    | 马尼拉 | I-A           |
| 越南航空                      | 胡志明市 | I-G           |
| 新加坡航空                    | 新加坡 | I-G           |
| 印度航空                      | 德里 | I-G           |
| 土耳其航空                    | 伊斯坦布尔 | I-G           |
| 以色列航空                    | 特拉維夫 |               |
| 阿联酋航空                    | 迪拜 | I-A           |
| 卡塔尔航空                    | 多哈 | I-A           |
| 斐济航空                      | 楠迪 | I-G           |
| 澳洲航空                      | 悉尼、墨爾本、布里斯本 | I-A           |
| 新西兰航空                    | 奥克兰 | I-G           |

## 机场数据
| 排名 | 目的地机场    | 客运量  | 同比 2012/2013 | 航空公司                           |
| ---- | ------------- | ------- | -------------- | ---------------------------------- |
| 1    | 伦敦-希斯罗   | 989,098 | ▼03.0%         | 英国航空、联合航空、维珍大西洋航空 |
| 2    | 香港          | 895,772 | ▲08.9%         | 国泰航空、新加坡航空、联合航空     |
| 3    | 台北-桃园     | 811,079 | ▲01.7%         | 中华航空、长荣航空、聯合航空       |
| 4    | 首尔-仁川     | 725,044 | ▲00.8%         | 韩亚航空、大韩航空、联合航空       |
| 5    | 温哥华        | 699,938 | ▲06.0%         | 加拿大航空、联合航空、西捷航空     |
| 6    | 法兰克福      | 629,367 | ▼05.4%         | 汉莎航空、联合航空                 |
| 7    | 巴黎-戴高乐   | 490,482 | ▲04.2%         | 法国航空、联合航空、法國特大航空   |
| 8    | 北京-首都     | 477,920 | ▲014.0%        | 中国国际航空、联合航空             |
| 9    | 多伦多-皮尔逊 | 473,583 | ▲04.5%         | 加拿大航空                         |
| 10   | 上海-浦东     | 407,616 | ▲011.4%        | 中國东方航空、联合航空             |

| 年   | 排名 | 客流量     | 同比    | 起降量  | 货运量（吨） |
| ---- | ---- | ---------- | ------- | ------- | ------------ |
| 1998 |      | 40,101,387 |         | 432,046 | 598,579      |
| 1999 |      | 40,387,538 | ▲ 0.7%  | 438,685 | 655,409      |
| 2000 | 9    | 41,048,996 | ▲ 1.8%  | 429,222 | 695,258      |
| 2001 | 14   | 34,632,474 | ▼ 15.6% | 387,594 | 517,124      |
| 2002 | 19   | 31,450,168 | ▼ 9.2%  | 351,453 | 506,083      |
| 2003 | 22   | 29,313,271 | ▼ 6.8%  | 334,515 | 483,413      |
| 2004 | 21   | 32,744,186 | ▲ 8.8%  | 353,231 | 489,776      |
| 2005 | 23   | 33,394,225 | ▲ 2.0%  | 352,871 | 520,386      |
| 2006 | 26   | 33,581,412 | ▲ 0.5%  | 359,201 | 529,303      |
| 2007 | 23   | 35,790,746 | ▲ 6.6%  | 379,500 | 503,899      |
| 2008 | 21   | 37,402,541 | ▲ 4.5%  | 387,710 | 429,912      |
| 2009 | 20   | 37,453,634 | ▲ 0.1%  | 379,751 | 356,266      |
| 2010 | 23   | 39,391,234 | ▲ 5.2%  | 387,248 | 384,179      |
| 2011 | 22   | 41,045,431 | ▲ 4.2%  | 403,564 | 340,766      |
| 2012 | 22   | 44,477,209 | ▲ 8.4%  | 424,566 | 337,357      |
| 2013 | 22   | 44,944,201 | ▲ 1.2%  | 421,400 | 325,782      |
| 2014 | 21   | 47,074,162 | ▲ 4.9%  | 431,633 | 349,585      |
| 2015 | 15   | 50,067,094 | ▲ 6.2%  | 429,815 | 389,934      |
| 2016 | 23   | 53,106,505 | ▲ 6.1%  | 450,388 | 420,086      |
| 2017 | 24   | 55,832,518 | ▲ 5.1%  | 460,343 | 491,162      |
| 2018 | 25   | 57,793,313 | ▲ 3.5%  | 470,164 | 500,081      |

## 機場交通

### 公路
該機場位於舊金山市中心以南13英里（21公里）的  101號美國國道上。它靠近  101號美國國道與  380號州際公路的交匯處。

### 旅客捷運系統（Airtrain）
旅客捷運系統是舊金山國際機場的全自動旅客捷運系統。它連接了所有4個航廈、2個國際航廈車庫、灣區捷運站、機場酒店和機場汽車租賃中心。

### 鐵路

#### BART
舊金山國際機場捷運站位於國際航站樓的停車庫G（International Terminal and G Gates），是機場，舊金山市區和整個灣區之間的唯一直達鐵路線。此站可搭乘两条湾区捷运（BART）地铁线，分别为 安條克-舊金山國際機場／密爾布瑞線（黄线，途经旧金山，奥克兰，核桃溪与康科德）和舊金山國際機場-密爾布瑞線（地图上标为紫线，仅停机场与Millbrae Caltrain火车站）。乘坐BART到旧金山市中心仅需半小时，到奥克兰市中心约四十分钟。若要前往伯克利加州大学，需要搭乘黄线到12th St. Oakland City Center，19th St Oakland或MacArthur搭乘开往Richmond方向的红线或橙线列车，全程约一小时。

#### 加州列車
來往於舊金山與吉爾羅伊之間的加州列車與灣區捷運共用密爾布瑞站，供旅客換乘。

### 公交汽車
舊金山城市鐵路不向機場提供服務。但是，聖馬特奧縣的運輸公司SamTrans有6條線路將機場與舊金山市區，中半島以及圣马特奥县南界毗邻的圣塔克拉拉县的帕羅奧圖連接起來，分別是SFO、ECR、140、292、397和398。
- SFO線：來往於密爾布瑞站（Caltrain、BART）與機場各大航站樓之間。
- ECR線（僅凌晨時分經停機場）：來往於戴利城站（英语：Daly City station）（BART）與帕羅奧圖站（Caltrain）之間。
- 140路：來往於租車中心（可通過AirTrain到達），聖布魯諾，南舊金山和帕西菲卡之間，140路在聖布魯諾站 （Caltrain），聖布魯諾站（BART）和Skyline College（英语：Skyline College）停靠。
- 292路：來往於希爾斯戴爾購物中心（英语：Hillsdale Shopping Center），機場各大航站樓和舊金山內河碼頭之間。
- 397路（过夜班車）：來往於帕羅奧圖站（Caltrain），機場各大航站樓和舊金山內河碼頭之間。
- 398路：來往於紅木城站（Caltrain），機場各大航站樓和舊金山內河碼頭之間。

可以在國內航站樓及機場國際A號和G號航站樓的到達層/行李領取處轉乘SamTrans。

## 航機事故
- 在1964年12月24日，前往紐約市的飛虎航空第282號班機在機場西的山群墜毁，機上3名機員喪生。
- 1968年11月22日，日本航空的一架道格拉斯DC-8（注册编号JA8032）在执行由东京至旧金山的JL002号班机时因浓雾误降舊金山灣，无人受伤。
- 在1971年7月30日，一架泛美航空波音747客機（註冊號碼：N747PA，名稱：Clipper America），在執行845號前往東京的航班、起飛時在1R跑道末與導航儀器有碰撞。飛機的起落架受損，飛機繼續飛出至太平洋上空去倒掉燃油，以減低在緊急降落時候的重量。緊急救援人員在機場戒備，飛機折回機場並用28R跑道成功降落，但只能使用在機身一面的起落架。當起落架受荷不住時，航機滑到跑道外的土地之後停下來，但沒有失火。乘客成功利用逃生滑梯疏散，全部218名乘客和機員無一遇難，有些受重傷。調查報告指意外的起因是航班發送員向機員提供對載重量和跑道長度的資料有所錯誤[36]。
- 1985年2月19日，中華航空006號班機事故，一班由波音747SP執飛，從中正國際機場（現桃園國際機場）飛往洛杉磯國際機場的航班，因為眾多原因，導致飛機最後緊急迫降舊金山國際機場，24人受傷。
- 在1995年，許多班飛往舊金山的航班成為波金卡計劃的目標，一個失敗了的恐怖分子計劃。
- 2013年7月5日4：00（UTC+8）左右，韩亚航空214号班机（波音777-200ER，注册编号HL7742）在机场降落时机尾着地坠毁。机上加机组人员共有307人。三名中国的女旅客在事故中死亡。
- 2017年7月7日深夜，加拿大航空759号班机在降落时错将C滑行道当作28R跑道，险些撞上地面上的4架飞机。

## 備註
1. ↑   (PDF). San Francisco International Airport. December 2023  [April 19, 2024]. （原始内容存档 (PDF)于2024-07-22）.
2. ↑   （页面存档备份，存于） Airports Council International
3. ↑  .   [2024-04-20]. （原始内容存档于2024-09-27）.
4. ↑  . San Francisco International Airport.   [July 14, 2017]. （原始内容存档于July 31, 2017）.
5. ↑  機場航廈展覽(英) 的存檔，存档日期2006-02-02.
6. ↑  .   [2009年9月]. （原始内容存档于2013-11-08）.
7. ↑  .   [2006-08-10]. （原始内容存档于2006-11-30）. 聯合航空將增加往亞太地區航班。2006年8月7日摘錄
8. ↑  http://www.united.com.ar/press/pressroom/2004/us_0831.html （页面存档备份，存于） 聯合航空申請往廣州航線。2006年8月7日摘錄
9. ↑  https://news.alaskaair.com/newsroom/alaska-air-group-to-acquire-virgin-america-creating-west-coasts-premier-carrier/ （页面存档备份，存于） .   [2024-04-20]. （原始内容存档于2024-08-22）.
10. ↑  . www.flysfo.com. 2022-06-16  [2023-01-15]. （原始内容存档于2023-02-05） （中文（繁體））.
11. ↑  . Twitter.   [2023-05-27] （中文）. 外部链接存在于|title= (帮助)
12. ↑  Cid, Maria. . Alaska Airlines News. 2024-06-19  [2024-12-16] （美国英语）.
13. 1 2 3 4  . SFO. 2019-10-16  [2020-01-13]. （原始内容存档于2020-10-20）.
14. ↑  Dorene Internicola. . 路透. 2012-01-31  [2012-01-31]. （原始内容存档于2012-02-02）.
15. ↑  . San Francisco International Airport. 2024-09-10  [2024-12-16].
16. ↑  . SFBay. 2019-11-13  [2019-12-16]. （原始内容存档于2020-11-06）.
17. ↑  Armstrong, David. "Startup Airline Revving up its Engines. （页面存档备份，存于）" 2007年3月21日 舊金山紀事報 (英文)
18. ↑  Murtagh, Heather. "Virgin America Cleared. （页面存档备份，存于）" 2007年3月21日 聖馬刁日報 (英文)
19. ↑  . www.flysfo.com. 2022-06-20  [2023-01-15]. （原始内容存档于2023-08-30） （中文（繁體））.
20. 1 2
21. ↑  . skyvector.com.   [August 22, 2022]. （原始内容存档于2024-07-25）.
22. 1 2 3 4   (PDF). San Francisco International Airport. January 2010  [August 5, 2017]. （原始内容存档 (PDF)于May 25, 2017）.
23. ↑  . San Francisco International Airport.   [August 5, 2017]. （原始内容存档于May 25, 2017）.
24. ↑  . Skyposse Los Altos Team (City of Menlo Park). 2016  [2024-06-11]. （原始内容存档于2024-07-04）.
25. ↑  . City of Menlo Park. 2016-11-09  [2024-06-11]. （原始内容存档于2024-07-13）.
26. ↑   (PDF). Aircraft Noise Abatement Office. San Francisco International Airport. 2020  [2024-06-11]. （原始内容存档 (PDF)于2024-07-20）.
27. ↑  . AvGeekery [blog]. September 7, 2015  [August 5, 2017]. （原始内容存档于August 6, 2017）.
28. ↑  . San Francisco International Airport.   [August 5, 2017]. （原始内容存档于May 25, 2017）.
29. ↑  . www.flysfo.com. 2022-06-24  [2024-12-14] （英语）.
30. ↑  . www.flysfo.com. 2022-06-24  [2024-12-14] （英语）.
31. ↑  . www.prioritypass.com.   [2024-12-14]. （原始内容存档于2024-09-29） （英语）.
32. ↑  Delta Launches Los Angeles to San Francisco Shuttle - Yahoo Finance Canada 的存檔，存档日期2014-03-21.
33. ↑  . transtats.bts.gov.   [March 22, 2018]. （原始内容存档于2017-05-25）.
34. ↑  . San Francisco Airport Commission.   [January 31, 2013]. （原始内容存档于2013-05-14）.
35. ↑  Ranking from: World's busiest airports by passenger traffic
36. ↑  http://www.airdisaster.com/reports/ntsb/AAR72-17.pdf （页面存档备份，存于） Airdisaster.com PAA845意外(PDF檔案)。2006年8月9日摘錄。

## 外部連結
- 舊金山國際機場官方網站(英) （页面存档备份，存于）

Template:三藩市